# Méticilline
Découverte en 1959, la méticilline (ou méthicilline) est un antibiotique, du genre des β-lactamines et de la famille des pénicillines résistant à la pénicillinase.
La méticilline est une pénicilline M essentiellement utilisée contre le staphylocoque doré non résistant.
On lui préfère actuellement (depuis le 16 décembre 1984) une autre pénicilline M, la cloxacilline.